# Борисова, Галина Ильинична
Галина Ильинична Борисова (род. 22 апреля 1941, Москва) — советская и российская оперная певица (меццо-сопрано), педагог, народная артистка РСФСР (1987).

## Биография
Галина Ильинична Борисова родилась  22 апреля 1941 года в Москве в театральной семье. Мать, Ольга Михайловна, была ведущей солисткой Московского музыкального театра им. К. С. Станиславского и В. И. Немировича-Данченко. 
В 1958—1963 годах училась на вокальном отделении Академического музыкального училища при Московской государственной консерватории имени П. И. Чайковского (педагог Л. М. Маркова). 
В 1963—1966 годах училась в Московской государственной консерватории им. П. И. Чайковского (класс Ф. С. Петровой). Одновременно работала в вокальной группе Художественного театра. На старших курсах пела в Оперной студии, которой руководил солист Большого театра А. П. Иванов.
В 1966—2002 годах была солисткой Большого театра. Принимала участие в лучших постановках театра, работала с дирижёрами Б. Хайкиным, М. Эрмлером, Е. Светлановым, А. Лазаревым, Г. Рождественским, Ю. Темиркановым. Её партнёрами были Т. Милашкина, Г. Калинина, М. Касрашвили, Ю. Мазурок, Е. Нестеренко, З. Соткилава, А. Ворошило.

Газета «Советский артист» писала: 
«Г. Борисова обладает красивым меццо-сопрано большого наполнения по всему диапазону, контральтовые звуки нижнего регистра мягко переходят в меццо-сопрано; ровно, свободно звучат у певицы и «верха». Она безукоризненно филирует звук, что помогает ей тонко обогащать эмоциональными нюансами музыкальную фразу. Великолепный сильный голос, темперамент, живая творческая мысль, неиссякаемое трудолюбие – вот составные одаренности певицы, позволяющие ей решать различные сценические задачи, решать убедительно, по-новому и в полном соответствии с замыслом композитора и постановщиков».
Часто выступала как камерная певица, давала сольные концерты, исполняя русские народные песни, песни и романсы русских и советских композиторов М. Глинки, А. Варламова, Д. Шостаковича, И. Дунаевского, А. Пахмутовой, Д. Тухманова, партии меццо-сопрано в кантатах «Иван Грозный» и «Александр Невский» С. Прокофьева, «Москва» П. Чайковского и «Реквиеме» Дж. Верди.
С её участием записаны оперы «Царская невеста» (дирижёр Ф. Ш. Мансуров), «Пиковая дама» (дирижёр М. Ф. Эрмлер), «Сказание о граде Китеже» (дирижёр Е. Ф. Светланов), «Чио-Чио-сан» (дирижёр М. Ф. Эрмлер), «Мёртвые души» (дирижёр Ю. Х. Темирканов), «Зори здесь тихие» (дирижёр А. Н. Лазарев); сольные программы из произведений И. С. Баха и Г. Генделя.
Гастролировала в Польше, ГДР, Венгрии, Болгарии, Чехословакии, Австрии, ФРГ, Франции, Японии, Италии, США.
Преподаёт в ГИТИСе, профессор.

## Награды и премии
- Заслуженная артистка РСФСР (25.05.1976).
- Народная артистка РСФСР (06.01.1987).
- Орден Почёта (06.06.2001).
- Лауреат премии Фонда Ирины Архиповой (2002).

## Работы в театре
- «Кармен» Ж. Бизе — Кармен
- «Аида» Дж. Верди — Амнерис
- «Трубадур» Дж. Верди — Азучена
- «Борис Годунов» М. Мусоргского — Марина Мнишек, Фёдор и хозяйка корчмы
- «Князь Игорь» А. Бородина — Кончаковна
- «Руслан и Людмила» М. Глинки — Наина
- «Свадьба Фигаро» В. А. Моцарта — Керубино
- «Боярыня Вера Шелога» Н. Римского-Корсакова — Вера Шелога
- «Царская невеста» Н. Римского-Корсакова — Любаша
- «Пиковая дама» П. Чайковского — Полина и графиня
- «Евгений Онегин» П. Чайковский — Ольга и няня
- «Хованщина» М. Мусоргского — Марфа
- «Игрок» С. Прокофьева — Бланш и бабуленька
- «Оптимистическая трагедия» А. Холминова — комиссар
- «Семья Тараса» Д. Кабалевского — Ефросинья
- «Мёртвые души» Р. Щедрина — Плюшкин
- «Зори здесь тихие» К. Молчанова — Рита Осянина
- «Дон Карлос» Дж. Верди — Эболи
- «Ночь перед Рождеством» Н. Римского-Корсакова — Солоха и царица
- «Обручение в монастыре» С. Прокофьева — дуэнья
- «Война и мир» С. Прокофьева — княжна Марья, Матрёша, Соня, Элен Безухова и Ахросимова
- «Каменный гость» А. Даргомыжского — Лаура
- «Русалка» А. Даргомыжского — княгиня
- «Фауст» Ш. Гуно — Зибель
- «Неизвестный солдат» К. Молчанова — жена комиссара
- «Млада» Н. Римского-Корсакова — Морена
- «Сон в летнюю ночь» Б. Бриттена — Ипполита
- «Так поступают все женщины» В. А. Моцарта — Дорабелла
- «Снегурочка» Н. Римского-Корсакова — Лель
- «Сказание о невидимом граде Китеже и деве Февронии» Н. Римского-Корсакова — отрок
- «Снежная королева» М. Раухвергера — Кай
- «Иван Сусанин» М. Глинки — Ваня